# Синдром кошачьего глаза
Синдром кошачьего глаза, также Синдром кошачьих зрачков, Синдром Шмида-Фраккаро (англ. Cat eye syndrome, CES) — это редкая врождённая геномная патология, вызванная присутствием в кариотипе пациента маленькой дополнительной хромосомы, состоящей из материала 22-й хромосомы. Название синдрома «кошачий глаз» связано с тем, что одной из клинических манифестаций этого синдрома является вертикальная колобома глаза. Следует отметить, что около половины пациентов не имеют этой черты, так как для данного синдрома характерна крайне высокая вариабельность клинических проявлений, наблюдающаяся даже в случае семейной формы этого синдрома. Среди пациентов, у которых отсутствуют аномалии, угрожающие жизни, не наблюдается значительного уменьшения продолжительности жизни.

## Генетика

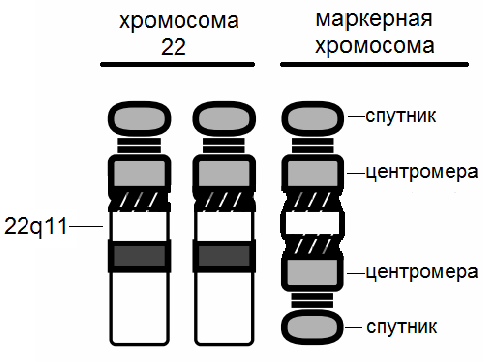
Частичный кариотип для синдрома кошачьего глаза

В большинстве случаев в кариотипе пациентов с синдромом кошачьего глаза имеется маленькая дополнительная маркерная хромосома. Она представляет собой дицентрическую хромосому со спутниками с обеих сторон, являющуюся инвертированной дупликацией участка 22pter→q11, обозначаемой как inv dup(22)(q11). Присутствие подобной маркерной хромосомы в кариотипе означает наличие двух дополнительных копий участка 22pter→q11, то есть частичную тетрасомию хромосомы 22. Для этого заболевания характерен мозаицизм из-за потери маркерной хромосомы во время постзиготических делений в эмбриональном развитии.
Дополнительная маркерная хромосома обычно появляется спонтанно в результате ошибки на стадии мейоза при гаметогенезе у одного из родителей. Заболевание может быть наследственным в случае, если у одного из родителей имеется хромосомный мозаицизм, то есть маркерная хромосома присутствует только в части клеток, включая клетки зародышевой линии, и синдром у этого родителя не проявляется или проявляется в мягкой форме.

## История
Аномалии, часто встречающиеся при синдроме кошачьего глаза, были внесены в каталоги в 1898 году. Связь синдрома с наличием в кариотипе небольшой маркерной хромосомы была впервые установлена в 1965 году. Ранние отчёты о синдроме кошачьего глаза упоминают возможность вклада 13-й хромосомы, однако сейчас синдром считается связанным с 22-й хромосомой.

## Патофизиология
- Атрезия ануса (аномалии прямой кишки и заднего прохода)
- Односторонняя или двусторонняя колобома радужной оболочки глаза (отсутствие ткани цветной части глаза)
- Антимонголоидный разрез глаз (раскосые глаза, направленные вниз)
- Сосочки или фистулы, расположенные перед ушными раковинами (см. статью про ушные фистулы)
- Пороки сердца (такие как TAPVR)
- Аномалии развития почек
- Низкорослость
- Сколиоз, проблемы развития скелета
- Умственная отсталость. Хотя в большинстве случаев уровень интеллекта находится на границе между нормальным и лёгкой отсталостью, а некоторые даже имеют нормальный интеллект. Иногда у пациентов с синдромом наблюдается степень отсталости от умеренной до тяжёлой.
- Микрогнатия (врождённое недоразвитие нижней челюсти)
- Грыжа
- Расщепление нёба
- В редких случаях встречаются пороки развития, затрагивающие практически все органы.